# جان فيليب مورر
جان فيليب مورر (بالفرنسية: Jean-Philippe Maurer) هو سياسي فرنسي، ولد في 7 يوليو 1960 في ستراسبورغ في فرنسا. حزبياً، نشط في الاتحاد من أجل حركة شعبية. وقد انتخب نائب فرنسي.